# Itoplectis brasiliensis
Itoplectis brasiliensis är en stekelart som först beskrevs av Dalla Torre 1901.  Itoplectis brasiliensis ingår i släktet Itoplectis och familjen brokparasitsteklar. Inga underarter finns listade i Catalogue of Life.